# Naguabo (Naguabo)
Naguabo es un barrio-pueblo ubicado en el municipio de Naguabo en el estado libre asociado de Puerto Rico. En el Censo de 2010 tenía una población de 1514 habitantes y una densidad poblacional de 2.376,25 personas por km².

## Geografía

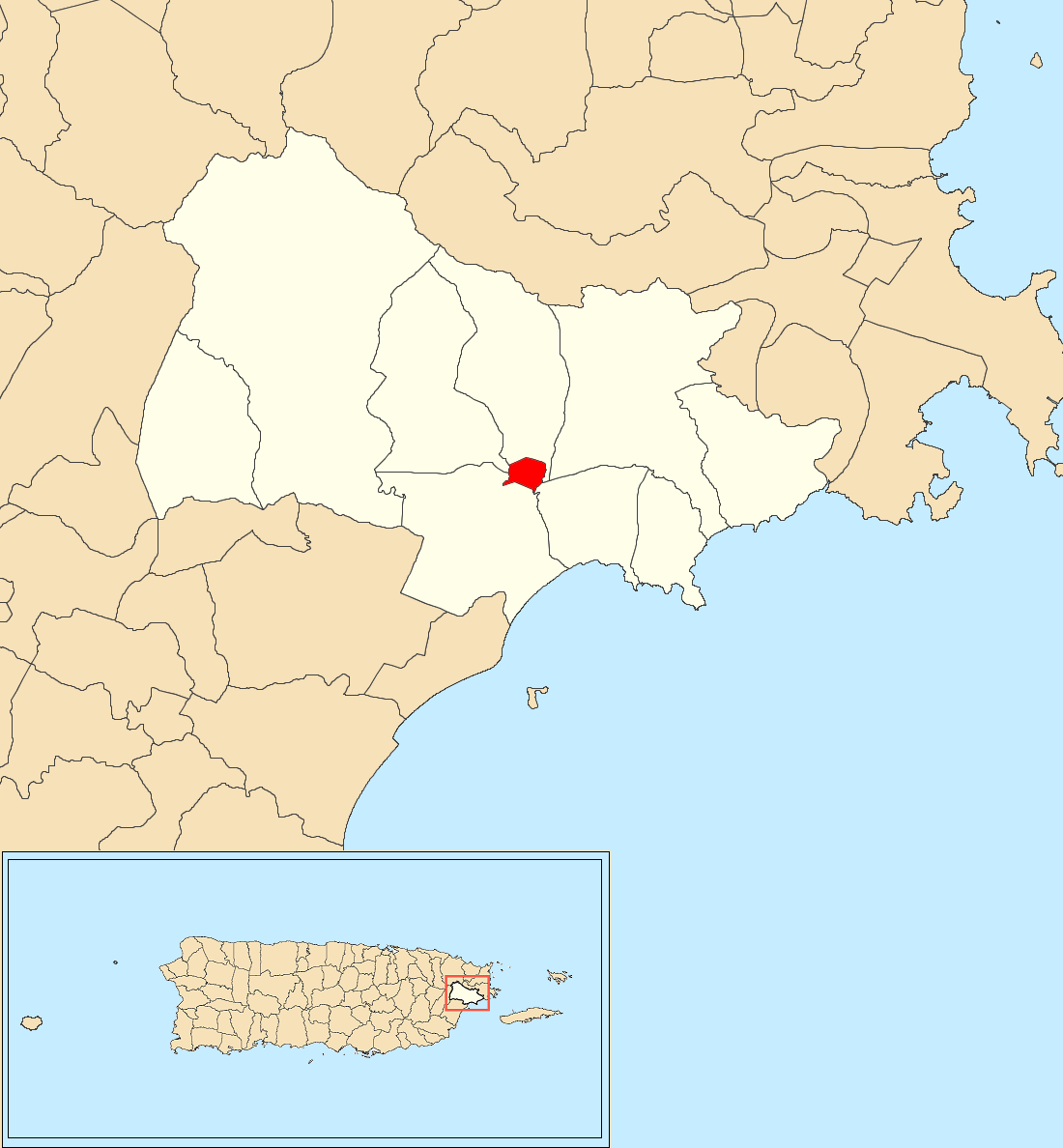
Naguabo Pueblo in Naguabo

Naguabo se encuentra ubicado en las coordenadas 18°12′42″N 65°44′6″O / 18.21167, -65.73500. Según la Oficina del Censo de los Estados Unidos, Naguabo tiene una superficie total de 0.64 km², que corresponden a tierra firme.

## Demografía
Según el censo de 2010, había 1514 personas residiendo en Naguabo. La densidad de población era de 2.376,25 hab./km². De los 1514 habitantes, Naguabo estaba compuesto por el 70.67% blancos, el 18.69% eran afroamericanos, el 0.53% eran amerindios, el 0.2% eran asiáticos, el 7% eran de otras razas y el 2.91% pertenecían a dos o más razas. Del total de la población el 99.6% eran hispanos o latinos de cualquier raza.